# Steve Rubanguka
Steve Rubanguka (Cyangugu, 14 oktober 1996) is een Rwandeze profvoetballer die als middenvelder speelt voor FC Zimbru Chișinău in Moldavië en sinds 2018 voor het Rwandese nationaal elftal.

## Carrière

### Voetbalcarrière
Zijn voetbalcarrière startte in 2008 op 12-jarige leeftijd in FC Blaasveld. Het jaar erop ging hij bij KVC Willebroek-Meerhof spelen voor twee seizoenen en sloot vervolgens aan bij Londerzeel SK. Hier speelde hij opnieuw twee jaar en vertrok dan voor één seizoen naar KV Mechelen en nadien één seizoen bij KSK Heist. Na KSK Heist kwam hij in 2015 terecht in RFC Wetteren, waarna hij in 2017 koos voor Patro Eisden Maasmechelen ondanks interesse van VC Westerlo  en zelfs Birmingham City FC uit Engeland. Hier voetbalde hij twee seizoenen en kwam dan in Rupel Boom FC terecht. Uiteindelijk vertrok Steve in augustus 2020 van Rupel Boom FC naar A.E. Karaiskakis FC in Griekenland voor het seizoen 2020-2021 en 2021-2022. Het seizoen van 2022-2023 speelt hij in FC Zimbru Chisinau.

### Internationaal
Hij is drie keer voor de nationale ploeg van Rwanda geselecteerd. De eerste keer in de match tegen Centraal Afrika in de 2019 Africa Cup of Nations en twee andere keren tegen Kaapverdië in de 2021 Africa Cup of Nations qualification. In maart 2021 werd Rubanguka terug opgeroepen voor de matchen tegen Mozambique en Kameroen. Zijn debuut speelde hij in de match tegen Mozambique, waar hij 45 minuten speelde.